# Civitaluparella
Civitaluparella (La Civéte in abruzzese) è un comune italiano di 282 abitanti della provincia di Chieti in Abruzzo. L'abitato, che si trova su un costone di roccia calcarea sovrastante la vallata del fiume Sangro, è situato a 903 m s.l.m. Il comune fa parte della Comunità montana Medio Sangro, Zona R.

## Geografia fisica
Il paese è collocato su uno sperone roccioso di roccia calcarea sul versante meridionale del Monti Lupari. Il suo territorio si estende per 23 km² in un territorio montuoso nelle vicinanze del fiume Sangro e del torrente Parello. L'attuale estensione è stata raggiunta nel 1964, quando il comune dovette cedere parte del suo territorio in favore del nascente comune di Fallo, che prima era solo una frazione. L'ambiente a nord del paese è caratterizzato dalla presenza di aree forestali come il bosco Difesa, il bosco di Monte Pidocchio e il bosco delle Cese, puntellato da laghi come il lago della Pantera e il lago della Torretta.
Civitaluparella conserva ancora i suoi tratti urbanistici originali, con vie anguste e antiche costruzioni in pietra locale.

## Origini del nome
Il nome Civitaluparella deriva da due elementi. Il primo è Civitas, appellativo usato in età medievale per le località in cui era esistito un nucleo abitativo romano, anche se di piccola entità, mentre il secondo pare essere Luparius (o Luparus), derivante dalla parola tardo-latina luparius, cioè ‘cacciatore di lupi’. Si ha traccia dell'odierno nome già da documenti del XII secolo, in cui la località viene menzionata come Civitaluparella o Civita Luparella.

## Storia
Nel territorio comunale sono state rinvenute incisioni rupestri che attestano la presenza di insediamenti nella zona già dalla preistoria. Un masso ritrovato in località Coste della Taverna, con una figura antropomorfa, altre figure geometriche, due piccole croci ed un cerchio con una “X” incisa,  testimoniano il passaggio di uomini tra il Neolitico e l'Età dei metalli. In età preromanica nella regione circostante Civitaluparella era stanziata la tribù sannitica dei Carecini, a cui è riconducibile la falera attualmente conservata al museo archeologico di Chieti.
Il primo riferimento ufficiale è del 1115, quando in una bolla di papa Pasquale II Civitaluparella viene citata fra i possessi della diocesi teatina. In seguito nel periodo angioino il paese fu proprietà di Raoul e Matilde de Courtnay, e nei primi anni del XIV secolo entrò a far parte dei vasti possedimenti dei Caldora. Il più illustre della famiglia, Giacomo Caldora, è responsabile delle migliorie difensive dell'edificio che poi venne definito castello e che decadde sotto la proprietà del figlio Antonio nella seconda metà del XV secolo, mentre questi combatteva Ferdinando I di Napoli. Zenobia Giudice Caracciolo, nel 1668, acquistò Civitaluparella e Montelapiano per 29.350 ducati. Il paese sottostette ai Caracciolo fino al 1806, anno dell'abolizione del regime feudale.

## Monumenti e luoghi d'interesse

### Chiesa di San Pietro Apostolo

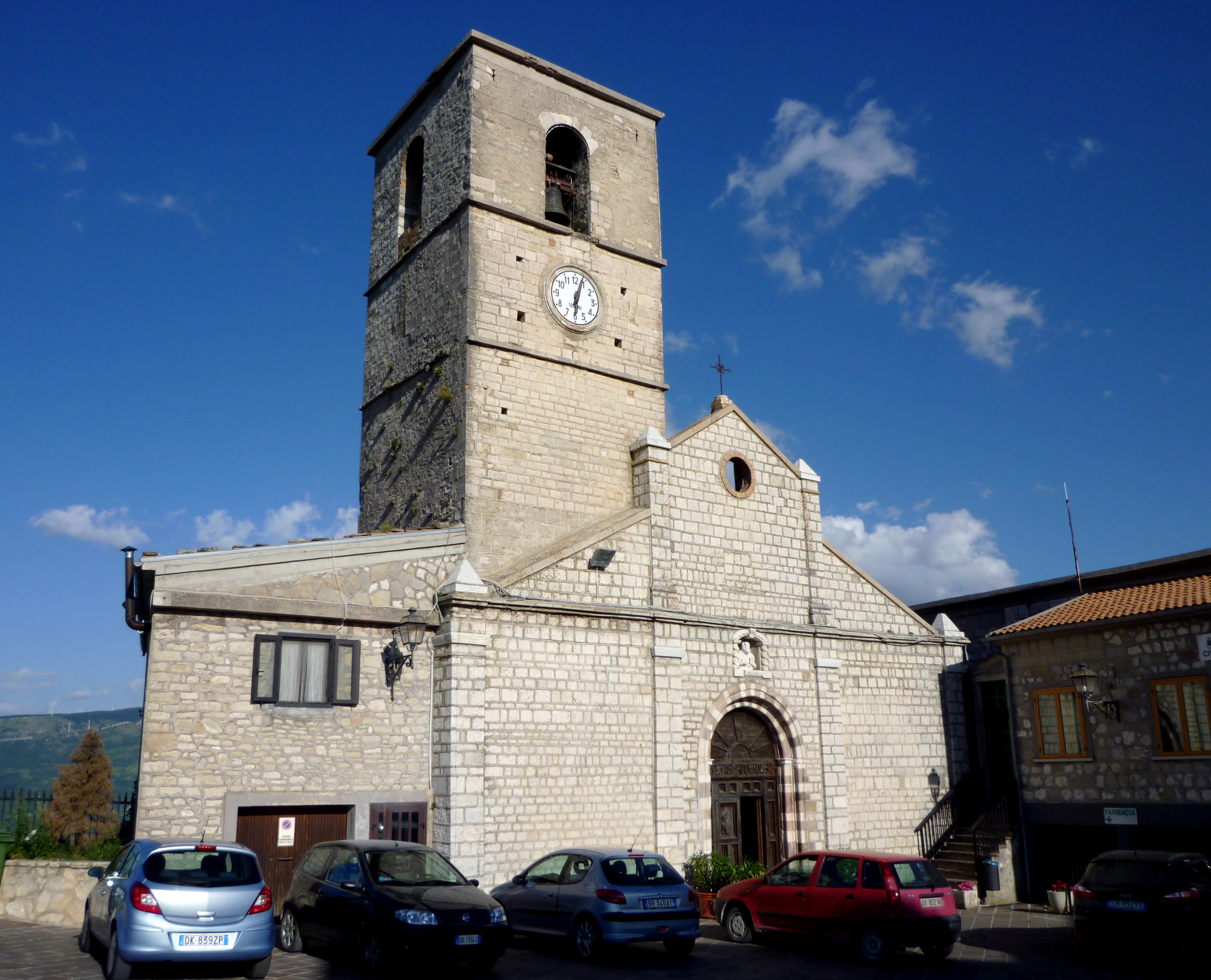
Chiesa di San Pietro

La chiesa nacque e si sviluppò come parte integrante di un complesso abbaziale di fondazione benedettina, definita 'abbazia' già nel XII secolo. Pare che in passato l'abbazia potesse contare su cospicue rendite, come sembra attestare la documentazione notarile conservata a Chieti e a Lanciano. La facciata della chiesa mostra un profilo a salienti, caratterizzato da spioventi molto inclinati e con la cortina muraria a vista. L'interno è a due navate, anche se in passato dovevano essere tre. Vi sono conservati un'antica colonna scanalata adibita a fonte battesimale, realizzata in pietra locale, e tre epigrafi di cui due in marmo che ricordano due abati del passato, Il primo don Nicolantonio Mansoni (o Manzoni), vissuto nella prima metà del XVI secolo, il secondo don Mansueto de Amicis di Alfedena vissuto nella seconda metà del XVIII secolo.

### Castello Caldora

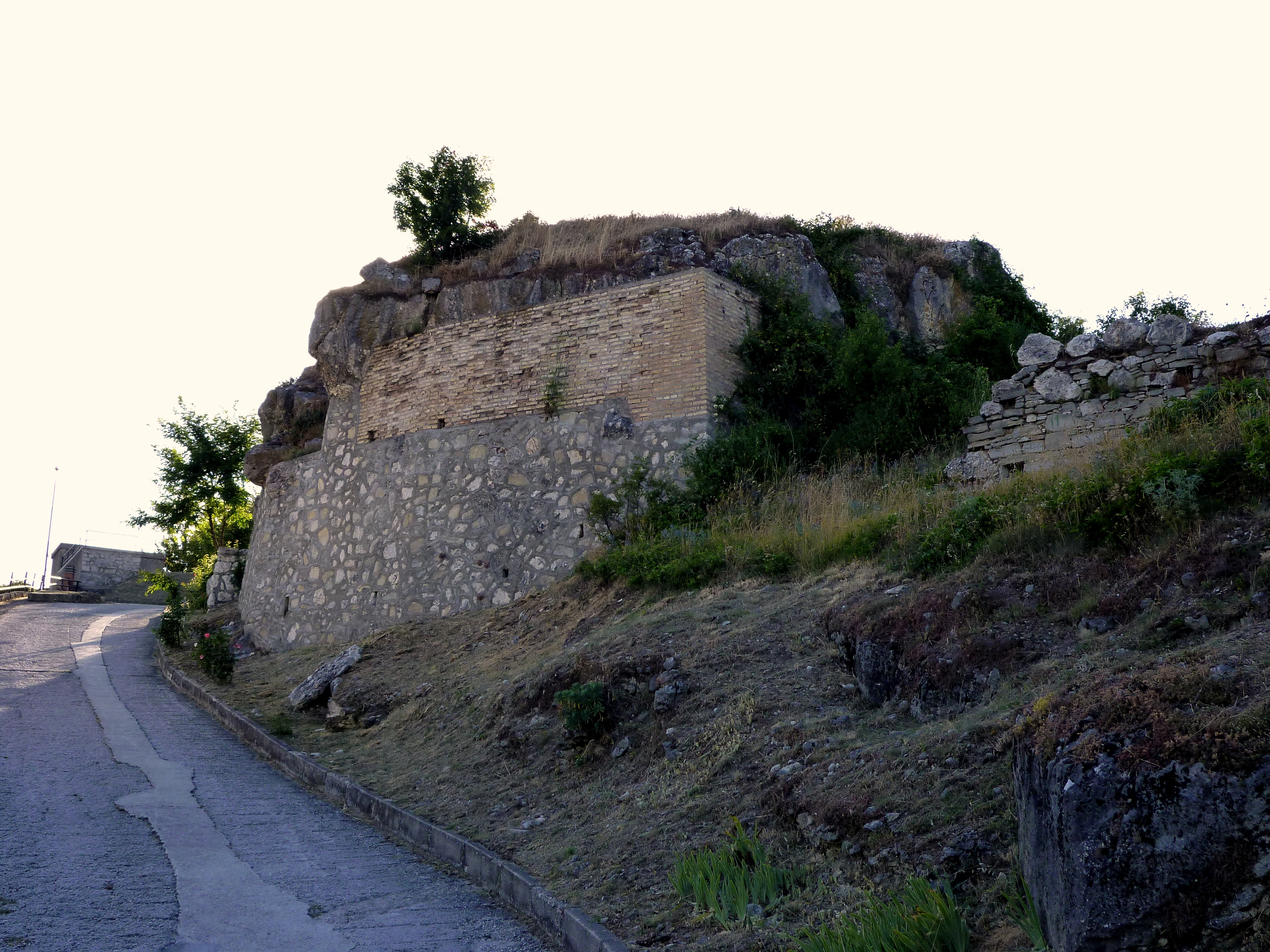
Castello Caldora, oggi presente allo stato di rudere

Il castello, ormai ridotto allo stato di rudere, si ergeva sulla parte più alta del paese. I muri superstiti attestano come la costruzione fosse in pietra sbozzata e ciottoli di calcare e arenaria. Sebbene non vi siano dati certi sulla sua fondazione, il castello si suppone di origini molto antiche. Venne citato in una bolla di papa Alessandro III che nel 1173 sanzionava gli antichi confini della diocesi di Chieti. Nel XV secolo fu scelto come rifugio sicuro da Antonio Caldora, impegnato nelle sue imprese militari contro Ferdinando d'Aragona. In una foto databile ai primi anni del novecento o negli ultimi anni dell'Ottocento, è ancora visibile la base di una piccola torre del castello, molto probabilmente le ultime rovine del castello furono "saccheggiate" e si persero le tracce di questa torre.

### Chiesa dell'Annunziata

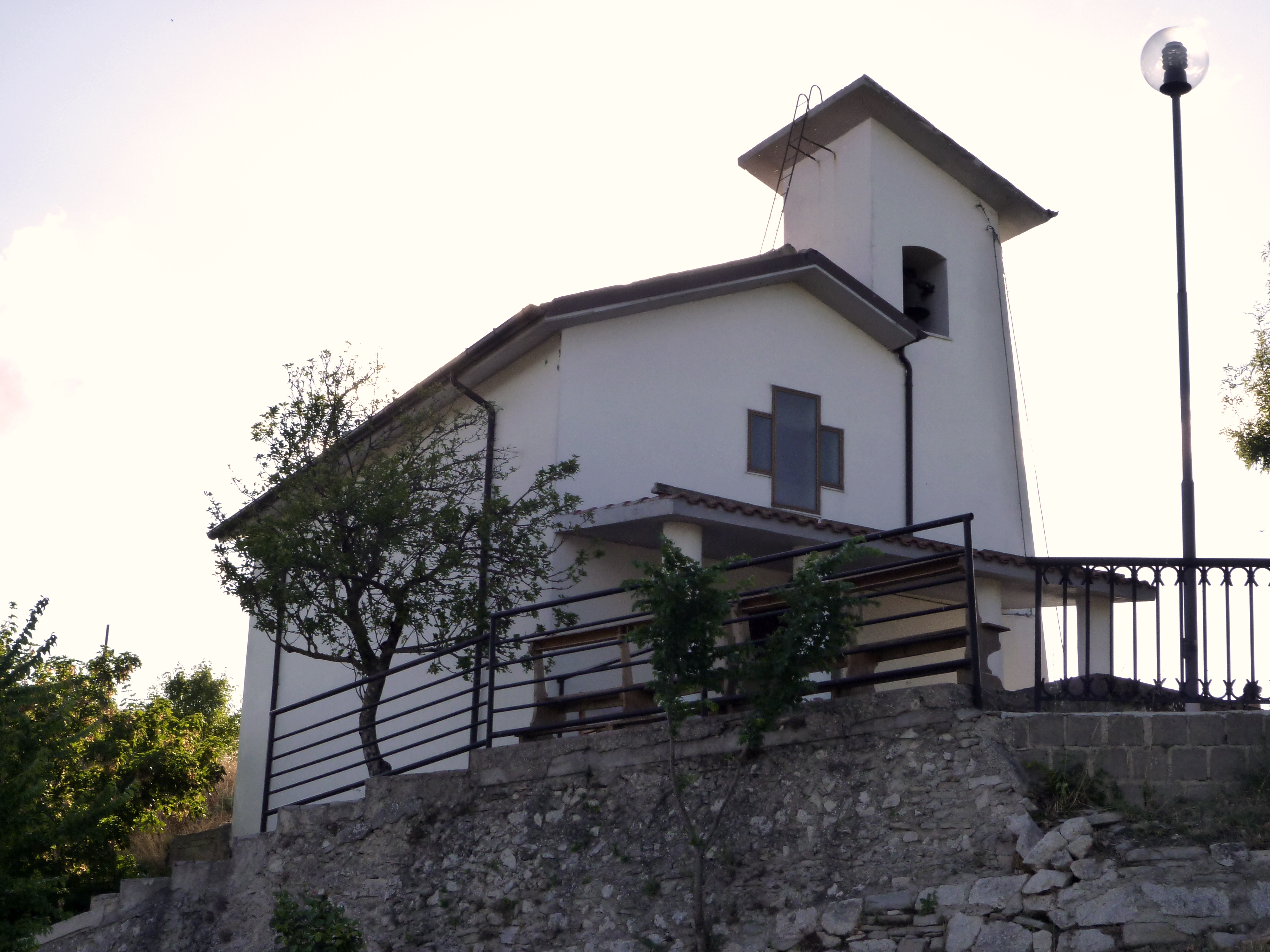
Chiesa dell'Annunziata

Ricostruita ex novo negli anni sessanta del Novecento, sorge nelle vicinanze del vecchio castello. Il precedente edificio, in pietra, era decorato internamente da preziosi affreschi andati poi persi con la riedificazione del tempietto. Presenta un aspetto alquanto semplice, con una facciata completamente intonacata e imbiancata. Il profilo è a capanna con un piccolo campanile sul lato sinistro, un portico che precede l'accesso e una finestrella a croce. La chiesa si trova in una posizione in cui, dal bellissimo belvedere, si può ammirare non solo l'intero paese, ma anche tutta la vallata circostante.

### Museo del Medio Sangro
Il 18 agosto 2010, dopo diversi interventi per il riadattamento, la pulizia e la sistemazione dei locali dell’edificio della Scuola Elementare, si è inaugurato il Museo del Medio Sangro, gestito dall’Associazione Culturale ‘Calliope’. Nel museo, che si trova in prossimità della piazza principale del paese, sono esposti diversi reperti che testimoniano la storia di Civitaluparella.
I vari materiali della Civiltà Contadina sono esposti per lo più nella prima grande sala. Gli oggetti sono suddivisi in base alle antiche attività e sono disposti in ordine. Entrando nella sala si trovano a sinistra l’angolo del ciabattino, a cui segue quello del falegname, di seguito la cucina e l’acquaio, il settore della vendemmia e quello della filatura, tutte posizionate attorno al carro, che si trova al centro della sala.
Nella sala successiva quattro vetrine espongono materiale mineralogico (oltre 800 pezzi) e altra oggettistica di vario interesse e cronologia. Ai frammenti ceramici di età romana si contrappongono oggetti militari relativi alla seconda guerra mondiale ed utensili vari datati tra il secolo XIX e la seconda metà del XX. Al centro della sala vi è una piccola campana bronzea del 1694, rinvenuta, secondo la tradizione, a Penna Pizzuta tra le rovine di S. Maria del Perdono. Nel corridoio sono esposte le riproduzioni fotografiche in bianco e nero della gente di Civitaluparella nei suoi costumi, nelle sue feste, nel suo lavoro e le immagini a colori del paese e del suo territorio. A queste si accompagnano riproduzioni di mappe, carte e documenti antichi inerenti alla storia locale.

### Pitture ed incisioni rupestri

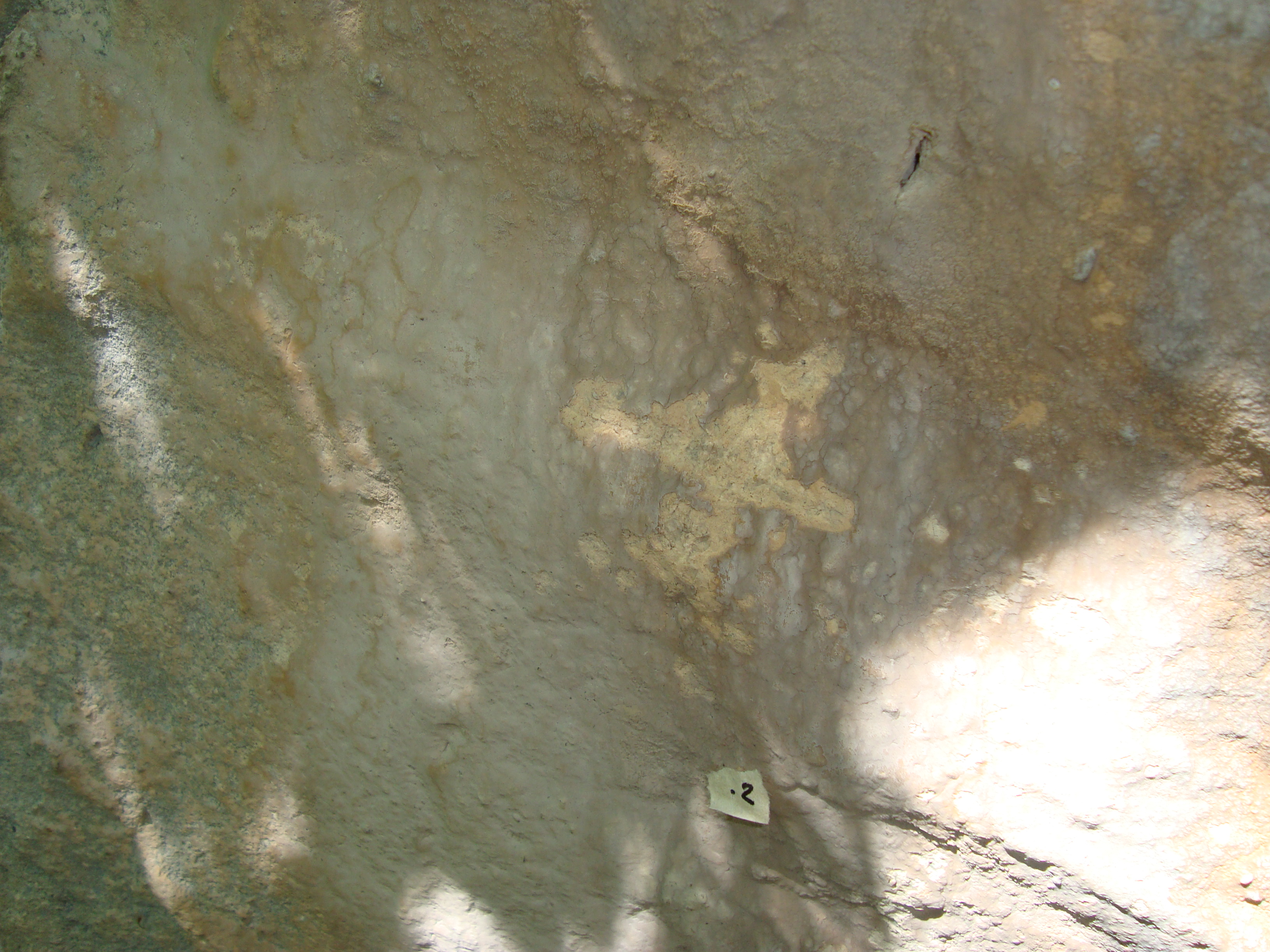
Esempio di incisioni rupestri presenti a Civitaluparella

Nel 2006, in località Coste della Taverna, sono state rinvenute sia pitture che incisioni rupestri, testimonianze preziose di un passato ricco di storia: queste infatti, sono databili tra il Neolitico e l'Età dei metalli.
Sono state osservate diverse figure geometriche e una figura antropomorfa, alla base si trova un masso abbastanza levigato, alla cui estremità si notano due piccole croci ed un cerchio con incisa una "X". Questi ritrovamenti sono oggetto di studi del prof. Di Fraia dell'Università di Pisa: si pensa che il masso sia stato protagonista di un rito magico religioso di "incubatio", rito in cui una persona sdraiata sul masso subiva una specie di sonno terapeutico. Tra il 2008 e il 2009 è stato scoperto un altro sito di incisioni rupestri, in località Lisciarine, dove si alternano sia elementi preistorici sia simboli più recenti.

## Società

### Evoluzione demografica
Abitanti censiti

## Amministrazione
| Periodo        | Periodo        | Primo cittadino      | Partito                                                                      | Carica  | Note          |
| -------------- | -------------- | -------------------- | ---------------------------------------------------------------------------- | ------- | ------------- |
| 23 aprile 1995 | 13 giugno 2004 | Antonio Peschi       | Lista civica di Centro (1993-1997) Lista civica di Centro-destra (1997-2001) | Sindaco | [ 16 ] [ 17 ] |
| 14 giugno 2004 | 7 giugno 2009  | Diana Peschi         | Lista civica                                                                 | Sindaco | [ 18 ]        |
| 8 giugno 2009  | 25 maggio 2014 | Mariano Ficca        | Lista civica Altruismo e progresso                                           | Sindaco | [ 19 ]        |
| 26 maggio 2014 | 26 maggio 2019 | Alba Loredana Peschi | Lista civica Cambiamenti per Civita                                          | Sindaco | [ 20 ]        |
| 26 maggio 2019 | 9 giugno 2024  | Alba Loredana Peschi | Lista civica Cambiamenti per Civita                                          | Sindaco | [ 20 ]        |
| 9 giugno 2024  | in carica      | Diana Peschi         | Lista civica Scegliamo Civita                                                | Sindaco | [ 20 ]        |